# System Else/Werre
System Else/Werre este o arie protejată (arie specială de conservare — SAC, sit de importanță comunitară — SCI) din Germania întinsă pe o suprafață de 61,95 ha, integral pe uscat.

## Localizare
Centrul sitului System Else/Werre este situat la coordonatele 52°11′23″N 8°32′42″E / 52.1897°N 8.545°E.

## Înființare
Situl System Else/Werre a fost declarat sit de importanță comunitară în martie 2001 pentru a proteja 1 specie de animale. Situl a fost protejat și ca arie specială de conservare în decembrie 2018.

## Biodiversitate
Situată în ecoregiunea continentală, aria protejată nu include niciun habitat protejat.
La baza desemnării sitului se află o specie protejată de  pești: Cobitis taenia Complex.